# Арпад Генц
Арпад Генц, також Арпад Гьонц (угор. Göncz Árpád; 10 лютого 1922, Будапешт — 6 жовтня 2015, Будапешт) — угорський державний і політичний діяч, літератор, Президент Угорщини (1990—2000).

## Біографія
Закінчив Будапештський університет в 1944 році і був призваний на військову службу, але дезертував і брав участь в антифашистському опорі. По закінченні війни брав участь у політичному житті Угорщини, ставши лідером молодіжного крила партії Незалежної партії малоземельних селян, пізніше партія була розпущена. Генц довгий час був робітником. Під час повстання 1956 року брав участь в акціях, спрямованих на повалення радянської влади в Угорщині. Після придушення повстання в 1957–1963 роках перебував в ув'язненні.
Після звільнення почалася літературна кар'єра Генца. Він відомий, насамперед, як драматург. Також плідно працював у сфері літературного перекладу. Зокрема, переклав на угорську мову трилогію «Володар перснів» Толкіна.
В 1988 році вступив в партію Альянс вільних демократів. У 1990 році обраний до угорського парламенту, в травні — серпні 1990 року голова Національної асамблеї. 4 серпня 1990 року обраний президентом Угорщини, після переобрання у 1995 році, залишався на цій посаді до 4 серпня 2000 року.
У 2012 році, у 90-річчя від дня народження, було вирішено створити фонд Арпада Генца на підтримку творчої інтелігенції, письменників, літературних перекладачів.
Був одружений, мав чотирьох дітей. Його дочка Кінга Генц в 2006–2009 роках займала пост міністра закордонних справ Угорщини.